# Anthonis van Dyck
Anthonis van Dyck [fan dajk] nebo také Antoon van Dyck či Anthony van Dyck (22. března 1599 – 9. prosince 1641), byl vlámský barokní malíř a grafik.

## Život
Anthonis van Dyck patřil ke generaci Poussina a Clauda Lorraina, stal se Rubensovým žákem a brzy si osvojil mistrovu virtuositu v zobrazování textury a povrchu věcí. Od mistra se však velmi lišil svým temperamentem a založením. Ve Van Dyckových dílech převládá apatická a lehce melancholická nálada. V roce 1632 se stal vedoucím malířem anglického královského dvora Karla I. a portrétoval nejen krále a jeho rodinu, ale také tamní dvořany a šlechtice. Jeho jméno bylo poangličtěno na sir Anthony Vandyke. Stal se významným zakladatelem aristokratického portrétu a také školy anglických portrétistů v 18. století. Právě jemu vděčíme za umělecké zachycení společnosti s vyzývavě aristokratickým chováním a kultem dvorské elegance. Jeho oblíbený barevný odstín se podle něj jmenuje Van Dyckova hněď.
K nejznámějším jeho dílům patří obraz Král na lovu (Louvre, Paříž), vytvořený kolem roku 1635, na kterém je zobrazen Karel I. Anglický se svým koněm a dvěma pážaty v podvečerní krajině. Zobrazil monarchu tak, jak si přál vejít do dějin. Jako postavu nesporné autority, nemajíc sobě rovnou. Muže kultivovaného s přirozenou důstojnosti. A právě díky této schopnosti, zachytit všechny tyto vladaři žádané rysy, byl vysokou společnosti dychtivě vyhledáván. Nicméně to všechno nemůže nikterak zmenšit význam jeho nejlepších portrétů.
Svým postavením a významem v historii malířství se podobal světoznámému španělskému malíři, který se narodil v témže roce a také působil u dvora, Diegu Velázquezovi.

## Dílo
- Trnová koruna – 1620 – Prado, Madrid
- Cornelius van de Geest – ~1620 – National Gallery, Londýn
- Opilý Silénos – 1621 – Staatliche Kunstsammlungen, Drážďany
- Zuzana a starci – 1621–1622 – Alte Pinakothek, Mnichov
- Diana a Endymión – ~1630 – Prado, Madrid
- Pieta – ~1630 – Koninklijk Museum voo Schone Kunsten, Antverpy
- Dvorní dámy královny Henrietty Marie – ~1637 – Ermitáž, Petrohrad
- Král na lovu (Jezdecký portrét Karla I.) – ~1637 – National Gallery, Londýn

V České republice lze nalézt jeho obrazy v obrazárně zámku Kroměříž. Jde o díla Portrét anglického krále Karla I. a jeho manželky Henrietty Marie a Portrét muže s rukavicemi. 